# Најла
Најла (њем. Naila) град је у њемачкој савезној држави Баварска. Једно је од 27 општинских средишта округа Хоф. Према процјени из 2010. у граду је живјело 8.162 становника. Посједује регионалну шифру (AGS) 9475156.

## Географски и демографски подаци
Најла се налази у савезној држави Баварска у округу Хоф. Град се налази на надморској висини од 512 метара. Површина општине износи 37,0 km². У самом граду је, према процјени из 2010. године, живјело 8.162 становника. Просјечна густина становништва износи 220 становника/km².